# Curtis Merz
Curtis Merz (* 24. April 1972) ist ein ehemaliger US-amerikanisch-schweizerischer Basketballspieler.

## Werdegang
Merz spielte 1995/96 für den deutschen Zweitligisten USC Freiburg. Der 1,96 Meter grosse Flügelspieler stand später bei Vereinen in der Schweiz unter Vertrag: 2000/01 spielte er für den Zweitligisten BC Wetzikon, im Spieljahr 2001/02 war er in der Nationalliga A Mitglied von Fribourg Olympic.
2002 wechselte Merz zu den Zürich Bluewings, ab Herbst 2003 spielte er für die Zürich Wildcats. Wegen einer Tätlichkeit im Spiel gegen die Geneva Devils im Februar 2004 wurde Merz für 15 Monate gesperrt.